# Derby Stallion 64
Derby Stallion 64 est un jeu vidéo d'équitation sorti en 2001 sur Nintendo 64 uniquement au Japon. Le jeu a été développé par Parity Bit et édité par Media Factory.
Il fait partie de la série des Derby Stallion.